# Teleradioterapia
Teleradioterapia – technika  leczenia za pomocą promieniowania jonizującego (radioterapia), w metodzie tej źródło promieniowania umieszczone jest w pewnej odległości od tkanek. Polega na napromienianiu wiązkami zewnętrznymi określonej objętości tkanek, obejmującej guz nowotworowy z adekwatnym marginesem tkanek oraz, w razie potrzeby, regionalne węzły chłonne.
Objętość napromieniania powinna być określona jak najbardziej precyzyjnie, tak aby możliwe było podanie jednorazowej dużej dawki przy maksymalnej ochronie tkanek prawidłowych, zwłaszcza tzw. narządów krytycznych. Służy temu proces planowania leczenia przy użyciu TK lub MRI. Stosowana jest w onkologii do leczenia chorób nowotworowych oraz łagodzenia bólu związanego z rozsianym procesem nowotworowym, np. w przerzutach nowotworowych do kości.
Jednym z rodzajów teleradioterapii jest terapia hadronowa. Wyróżnia się jej rodzaje:
- terapię cząstkami naładowanymi
  - protonami
  - jonami
  - ujemnymi mezonami pi
- terapię cząstkami neutralnymi (neutronami)
  - FNT – terapia szybkimi neutronami
  - BNCT – terapia borowo-neutronowa